# Angelo da Orvieto
Pour les articles homonymes, voir Orvieto (homonymie).
Angelo da Orvieto est un architecte italien de la première moitié du XIVe siècle né à Orvieto en Ombrie.

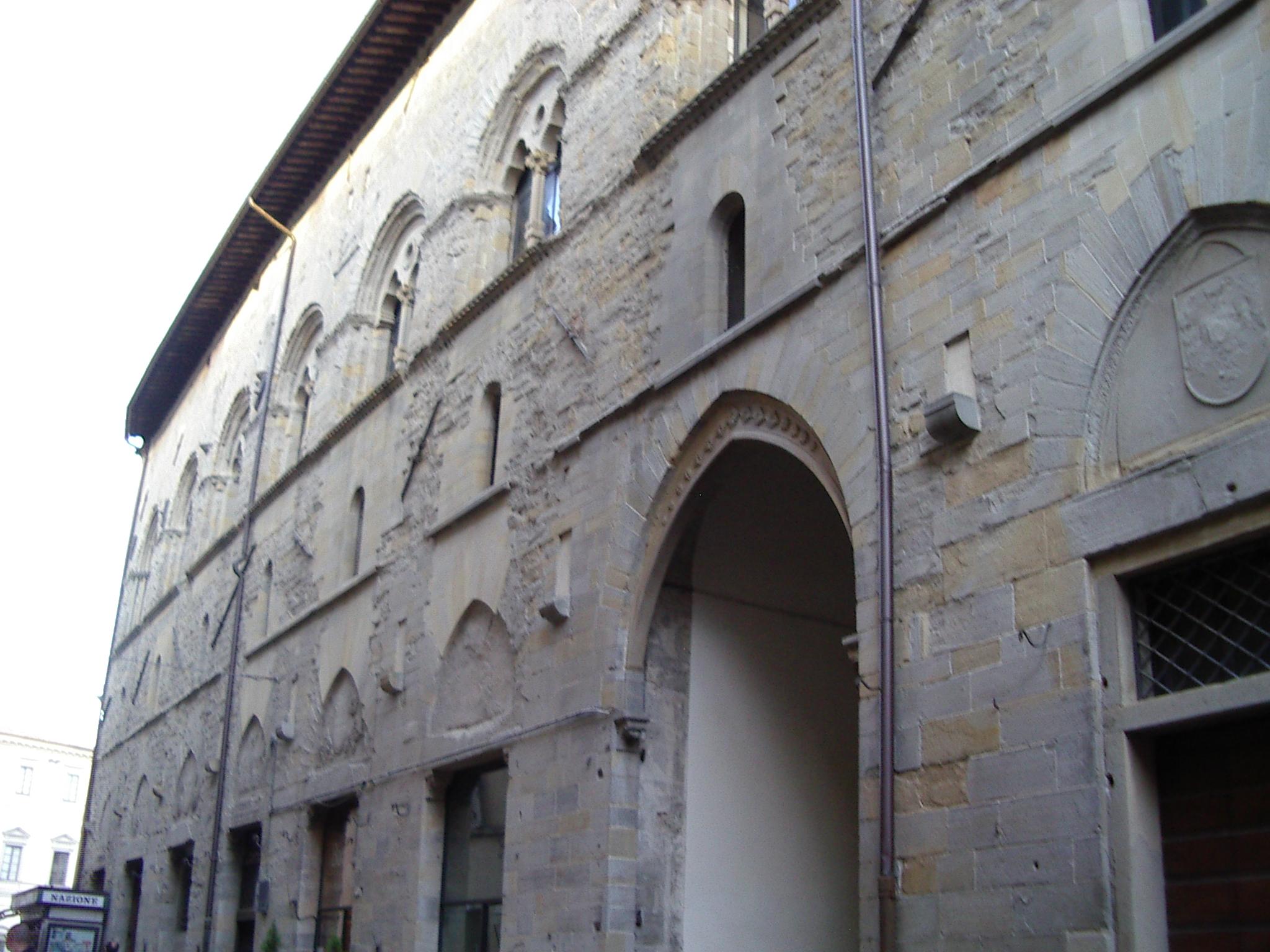
Palazzo del Podestà-Città di Castello

## Biographie
On ne possède pas d'informations précises sur les dates de la naissance et de la mort d'Angelo da Orvieto. On retrouve sa trace dans la période allant de 1317 à 1368.
Il travailla à Orvieto au Dôme et sur divers palais.
En 1317, il restaura l'aqueduc de Pérouse.
Il élabora, de façon originale en Ombrie, des motifs toscans et siennois dans le Palais des Consuls à Gubbio en 1332 (sa signature figure sur le portail). Il travailla aussi à la construction du Palais Communal de Città di Castello (1338) ainsi qu'au Palazzo del Podestà, toujours à Città di Castello (1368).
Ces deux palais comportent sa signature : « architector Urbe de Veteris Angelus ».
Il fut un éminent représentant du style gothique.